# الوحدة 121
الوحدة 121 هي فريق الاغتيالات السري التابع لمنظمة حزب الله اللبنانية المسلحة والذي يكون الأمين العام للمنظمة مسؤول عنه مباشرة. وهذه الوحدة مسؤولة عن حوادث تفجير السيارات المفخخة الفتاكة استهدفت القادة السياسيين والعسكريين وكذلك الصحفيين اللبنانيين، بمن في ذلك رئيس الوزراء اللبناني الأسبق رفيق الحريري ، وضابط إنفاذ القانون وسام عيد ، والمسؤولين العسكريين وسام الحسن وفرانسوا الحاج ، والدبلوماسي محمد شطح ، والناشط السياسي لقمان سليم .
الوحدة 121 هي فريق الاغتيالات السري لمنظمة حزب الله اللبنانية المسلحة، والتي تعمل تحت السلطة المباشرة للأمين العام للمنظمة. وتعتبر الوحدة سرية للغاية، وتتكون من عشرات العناصر الذين يعيشون معزولين تماما عن بقية عناصر حزب الله. وتتم عملياتها حصريًا بموافقة مسبقة من قيادة حزب الله. ويستخدم حزب الله عمليات القتل المستهدفة للقضاء على المنافسين ومن يفترض كونه بمثابة تهديد للمنظمة. تشغل الوحدة صانعي القنابل المهرة ولها نظام قيادة متطور هدفه حماية كبار المسؤولين من المساءلة.
تم تشكيل الوحدة 121 تحت قيادة القائد العسكري لحزب الله عماد مغنية . وبعد مقتل عماد مغنية في عام 2008، انتقلت القيادة إلى مصطفى بدر الدين . وبعد وفاة بدر الدين في عام 2016، أصبحت الوحدة تحت قيادة الأمين العام لحزب الله حسن نصر الله ، وتولى طلال حمية قيادة الوحدة.
نفذت الوحدة عمليات تفجير سيارات مفخخة استهدفت القادة العسكريين والسياسيين والصحفيين اللبنانيين.     فبحلول عام 2020، نفذت الوحدة 121 ما لا يقل عن أربع عمليات اغتيال، جميعها بتفجير السيارات، بالإضافة إلى اغتيال الحريري، أدت إلى مقتل وسام عيد ، المحقق اللبناني في اغتيال الحريري؛ ووسام الحسن ، والعميد في الجيش اللبناني ورئيس أمن الحريري؛ وفرانسوا الحاج ، ضابط لبناني برتبة لواء؛ ومحمد شطح ، خبير اقتصادي ودبلوماسي. 
تم الكشف عن وجود الوحدة في عام 2020، عندما قررت المحكمة الخاصة بلبنان ، تحت سلطة الأمم المتحدة ، أن الوحدة 121 كانت مسؤولة عن اغتيال رفيق الحريري عام 2005 والذي أدى أيضا إلى مقتل 21 شخصًا آخر.  وفي 18 آب/أغسطس 2020، أدانت المحكمة الخاصة بلبنان سليم جميل عياش ، قائد الوحدة، غيابياً لقيادته الفريق الذي نفذ الهجوم. 
في 4 فبراير 2021، قامت الوحدة 121 باغتيال الناشط السياسي ومعارض حزب الله لقمان سليم. وقبيل اغتيال سليم، شن حزب الله حملة تحريض سياسي ضده.

## الأعضاء الرئيسيون
سليم عياش (10 نوفمبر 1963 - 10 نوفمبر 2024) كان مقاتلاً لبنانيًا ومسؤولًا عسكريًا كبيرًا في حزب الله ، وكان رئيسًا لوحدة فرقة الاغتيالات 121.    اشتهر باتهامه من قبل المحكمة الخاصة بلبنان باعتباره أحد الأفراد الرئيسيين المتورطين في اغتيال رئيس الوزراء اللبناني رفيق الحريري.
مصطفى بدر الدين (6 أبريل 1961 - 12 مايو 2016) كان ضابطًا كبيرًا في حزب الله. إضافة إلى كونه ابن عم وصهر عماد مغنية، فقد خدم تحت قيادته لسنوات عديدة باعتباره شريكه الموثوق به. وفي وقت لاحق تولى دوره كرئيس لمجلس الجهاد في حزب الله. ويقال إنه خطط لبعض عمليات حزب الله الأكثر شهرة وشارك فيها، بما في ذلك تفجيرات بيروت والكويت واغتيال رفيق الحريري. قُتل عام 2016 في تفجير قرب مطار دمشق الدولي . لا يزال من غير الواضح من كان وراء التفجير.
حسن حبيب مرعي، ولد في 12 ديسمبر 1965 في لبنان. كان عضوًا بارزًا في الوحدة 121. وثبت أن الحسن كان من أبرز الشخصيات التي خططت لاغتيال رئيس الوزراء اللبناني رفيق الحريري. وقد أدين لدوره في عملية الاغتيال أمام المحكمة الخاصة بلبنان المدعومة من الأمم المتحدة.
حسين حسن عنيسي، مواليد 11 فبراير 1974. وكان عنيسي أحد الأعضاء الرئيسيين في إدارة الوحدة 121 التي لعبت دوراً رئيسياً في التخطيط واغتيال رئيس الوزراء اللبناني رفيق الحريري. وفي 20 يونيو 2020، حُكم عليه غيابيًا في المحكمة الخاصة بلبنان المدعومة من الأمم المتحدة بالسجن المؤبد وصدرت بحقه أوامر اعتقال دولية.

## اغتيالات بارزة
اغتيل رفيق الحريري، رئيس الوزراء اللبناني الأسبق، في 14 فبراير/شباط 2005 في بيروت بواسطة شاحنة مفخخة ضخمة أدت إلى مقتله وإلى مقتل 21 شخصًا آخر. وأثار الهجوم احتجاجات واسعة النطاق واضطرابات سياسية، مما أدى إلى انسحاب سوريا من لبنان بعد اتهامها على نطاق واسع بالتورط فيه. وفي عام 2020، أدانت المحكمة الخاصة بلبنان المدعومة من الأمم المتحدة، أدانت غيابيًا سليم جميل عياش، أحد كبار عملاء حزب الله، بتهمة التخطيط لعملية الاغتيال.
اغتيل لقمان سليم، الناشط اللبناني البارز والناقد الصريح لحزب الله، في 4 فبراير/شباط 2021. وعثر على جثته في جنوب لبنان مصابة بطلقات نارية، مما أثار إدانات واسعة النطاق واتهامات بدوافع سياسية. وقد سلطت عملية القتل الضوء على التهديدات المتزايدة على الأصوات المعارضة في لبنان، لكن القضية لا تزال دون حل رسميًا. وذكرت شقيقته رشا الأمير أن شقيقها تلقى تهديدات من حزب الله.
مروان حمادة، سياسي لبناني ومنتقد للنفوذ السوري، نجا من محاولة اغتيال في الأول من أكتوبر/تشرين الأول 2004، عندما استهدفت سيارة مفخخة موكبه في بيروت. وأدى الهجوم إلى مقتل حارسه الشخصي وإصابة عدة أشخاص آخرين، مما أدى إلى تصعيد التوترات بشأن دور سوريا في لبنان. غالبًا ما يرتبط الحادث بموجة العنف السياسي التي سبقت اغتيال رفيق الحريري على يد حزب الله.
اغتيل سمير قصير ، الصحافي اللبناني البارز والناقد الصريح للنفوذ السوري، في 2 يونيو/حزيران 2005 في بيروت عندما انفجرت قنبلة مزروعة في سيارته. وقد صدمت وفاته الأمة واعتبرت جزءا من حملة أوسع من العنف السياسي تستهدف منتقدي سوريا. وقد أدى اغتيال قصير إلى تكثيف الدعوات إلى العدالة والمساءلة في ظل المناخ السياسي المضطرب في لبنان.
جورج حاوي ، الزعيم السابق للحزب الشيوعي اللبناني والناقد البارز للنفوذ السوري، اغتيل في 21 يونيو/حزيران 2005 في بيروت عندما انفجرت قنبلة تحت سيارته. ويأتي مقتله في إطار سلسلة من الهجمات التي استهدفت شخصيات بارزة مناهضة لسوريا في لبنان. وقد أدى اغتيال حاوي إلى تعميق الانقسامات السياسية وتأجيج المطالبات بإنهاء التدخل الأجنبي في الشؤون اللبنانية.
جبران تويني، الصحافي اللبناني البارز ورئيس تحرير صحيفة النهار اغتيل في 12 ديسمبر/كانون الأول 2005 في بيروت عندما استهدفت سيارة مفخخة سيارته. كان تويني منتقدًا صريحًا للنفوذ السوري، وكان شخصية رئيسية في ثورة الأرز ، التي سعت إلى إنهاء الهيمنة السورية في لبنان. وقد أدى اغتياله إلى تصعيد التوترات، وكان يُنظر إليه على نطاق واسع باعتباره جزءًا من سلسلة من عمليات القتل ذات الدوافع السياسية التي نفذها حزب الله وأنصاره مستهدفين الأصوات المناهضة لسوريا.
اغتيل بيار أمين الجميل، وهو سياسي لبناني وعضو في حزب الكتائب، في 21 نوفمبر/تشرين الثاني 2006، بالقرب من بيروت عندما نصب مسلحون كمينًا لموكبه. وكان الحريري معارضاً شرساً للنفوذ السوري في لبنان، وجاء اغتياله في خضم اضطرابات سياسية، واعتبر هجوماً على حركة الاستقلال في البلاد. أدى اغتيال الجميل إلى تعميق الأزمة بين الفصائل السياسية المتنافسة وأثار المخاوف من تجدد الحرب الأهلية.
أنطوان غانم، سياسي لبناني وعضو حزب الكتائب، اغتيل في 19 سبتمبر/أيلول 2007 في بيروت عندما انفجرت سيارة مفخخة بالقرب من سيارته. اشتهر بمعارضته للنفوذ السوري، وجاء اغتياله قبل أيام قليلة من الانتخابات الرئاسية الحاسمة. وقد أبرز اغتيال غانم الحملة المستمرة من العنف السياسي التي تستهدف الشخصيات المناهضة لسوريا في لبنان.
نجا إلياس المر ، وزير الدفاع اللبناني آنذاك، من محاولة اغتيال في 12 يوليو/تموز 2005، عندما انفجرت سيارة مفخخة بالقرب من موكبه في أنطلياس، مما أدى إلى مقتل شخص وإصابة العديد من الآخرين. وكان المر، المعروف بعلاقاته السياسية المعقدة وجهوده الرامية إلى تحقيق الاستقرار في لبنان، قد أصيب بجروح خطيرة لكنه تعافى. وكان الهجوم جزءًا من سلسلة من الحوادث العنيفة التي استهدفت شخصيات بارزة وسط تصاعد التوترات السياسية في البلاد.
وليد عيدو، سياسي لبناني وعضو تيار المستقبل، اغتيل في 13 يونيو/حزيران 2007 في بيروت عندما انفجرت قنبلة بالقرب من موكبه. اشتهر عيدو بمعارضته للنفوذ السوري ودعمه لاستقلال لبنان، وجاء مقتله في فترة من التوترات السياسية والطائفية المتصاعدة. وقد نسب اغتياله على نطاق واسع إلى محاولات تقويض حركة الاستقلال في لبنان.
اغتيل محمد شطح، وزير المالية اللبناني الأسبق والناقد الصريح لحزب الله والنفوذ السوري، في 27 ديسمبر/كانون الأول 2013 في بيروت عندما استهدفت سيارة مفخخة موكبه. وجاء مقتل شطح في ظل تصاعد التوترات السياسية، ويُنظر إليه على نطاق واسع على أنه محاولة لإسكات أصوات المعارضة. وقد أبرز اغتياله المخاطر التي تواجه الشخصيات السياسية التي تدافع عن السيادة والإصلاح في لبنان.
فرانسوا الياس الحاج، ضابط كبير في الجيش اللبناني، اغتيل في 12 ديسمبر/كانون الأول 2007، عندما انفجرت سيارة مفخخة بالقرب من سيارته في ضاحية بعبدا في بيروت. وكان الحاج معروفا بدوره في استقرار لبنان وسط التوترات الطائفية المتصاعدة والمواجهات العنيفة. اعتبر اغتياله بمثابة محاولة لزعزعة استقرار الجيش اللبناني والوضع السياسي الهش في البلاد.
وسام عيد ، ضابط مخابرات لبناني، اغتيل في 25 يناير/كانون الثاني 2008، بانفجار سيارة مفخخة في بيروت، مما أدى إلى مقتله ومقتل عدد من الأشخاص الآخرين. وكان عيد، المعروف بعمله في مكافحة الإرهاب وجهوده في الكشف عن الشبكات الإرهابية، شخصية رئيسية في أجهزة الأمن اللبنانية. وقد اعتبر اغتياله على نطاق واسع بمثابة محاولة لإضعاف قدرات الاستخبارات اللبنانية وزعزعة استقرار أجهزة الأمن في البلاد.
وسام الحسن، أحد أبرز قادة المخابرات اللبنانية، اغتيل في 19 أكتوبر/تشرين الأول 2012، في انفجار سيارة مفخخة في بيروت. وكان الحسن معروفًا بدوره في كشف الشبكات المسلحة المدعومة من سوريا وجهوده في مكافحة الإرهاب في لبنان. وقد اعتبر مقتله بمثابة ضربة موجعة لقوات الأمن اللبنانية، وزاد من تأجيج التوترات بين الفصائل المؤيدة لسوريا والمناهضة لها.
اغتيل أنطوان داغر، ضابط في الجيش اللبناني، في 20 يناير/كانون الثاني 2014، بانفجار سيارة مفخخة في بلدة القحالة شرقي بيروت. وكان داغر، الذي كان رئيس فرع استخبارات الجيش في منطقة جبل لبنان، منخرطاً في جهود الحد من العنف الطائفي. وقد سلط اغتياله الضوء على التحديات الأمنية المستمرة في لبنان والاستهداف المتزايد للمسؤولين العسكريين.
نجا سمير شحادة، ضابط الاستخبارات اللبنانية الرفيع المستوى، من محاولة اغتيال في 5 سبتمبر/أيلول 2006، عندما استهدفت قنبلة على جانب الطريق موكبه بالقرب من صيدا ، مما أسفر عن مقتل أربعة من حراسه الشخصيين. اشتهر شحادة بدوره في التحقيق في اغتيالات شخصيات بارزة، وكان شخصية رئيسية في أجهزة الأمن اللبنانية. وقد اعتبر الهجوم على نطاق واسع جزءاً من الجهود الرامية إلى ترهيب أولئك الذين يسعون إلى تحقيق العدالة في جرائم القتل السياسي في لبنان. 
اغتيل الصحافي والناشط اللبناني جو بجاني في 11 حزيران/يونيو 2020، عندما أطلق مسلحون النار عليه في بلدة زوق مكايل شمال بيروت. وكان بجاني، المعروف بانتقاده العلني للفساد السياسي ودعوته للإصلاح، مستهدفا في ظل مناخ من الاضطرابات السياسية والاقتصادية المتزايدة في لبنان. أثار اغتياله مخاوف بشأن سلامة الشخصيات البارزة في البلاد خلال فترة من عدم الاستقرار المتزايد.
نجت مي شدياق ، الصحافية التلفزيونية اللبنانية، من محاولة اغتيال في 25 سبتمبر/أيلول 2005، عندما انفجرت سيارة مفخخة بالقرب من سيارتها، مما أدى إلى قطع ذراعها وإصابتها بجروح خطيرة. اشتهرت بموقفها الصريح ضد النفوذ السوري في لبنان، وأصبحت رمزًا للصمود والتحدي. وكان الهجوم جزءًا من سلسلة من عمليات القتل ذات الدوافع السياسية التي استهدفت الأصوات الحرة المؤيدة للاستقلال في لبنان.
حسين مروة، صحافي لبناني شيوعي بارز، اغتيل في 24 فبراير/شباط 1987 في بيروت عندما دخل مسلحون إلى مكتبه وأطلقوا النار عليه. اشتهر مروة بآرائه العلمانية واليسارية، وكان منتقدًا صريحًا للتطرف والطائفية. وقد سلط مقتله الضوء على المخاطر التي يواجهها الصحفيون خلال الحرب الأهلية في لبنان واستهداف أولئك الذين يروجون للأفكار التقدمية.
حسن حمدان المعروف بمهدي عامل، المفكر الماركسي اللبناني البارز وعضو الحزب الشيوعي اللبناني ، اغتيل في 18 مايو 1987 في بيروت على يد مسلحين مجهولين. اشتهر حمدان بنقده للطائفية والإمبريالية، وكان شخصية رئيسية في تعزيز الفكر التقدمي خلال الحرب الأهلية في لبنان. اعتبر اغتياله بمثابة محاولة لإسكات الأصوات الداعية إلى التغيير الاجتماعي والسياسي.
داود داود، ضابط كبير في الجيش اللبناني وقائد سابق لقوات الردع العربية في جنوب لبنان، اغتيل في 22 سبتمبر/أيلول 1988 في صيدا. قُتل إلى جانب ضابطين آخرين خلال فترة من الصراع العنيف بين الميليشيات المختلفة والقوى الإقليمية. يعكس اغتيال داود البيئة الأمنية المتقلبة في جنوب لبنان وسط صراعات مستمرة على السيطرة والنفوذ.
حسن سبيتي، الصحافي اللبناني البارز ورئيس تحرير صحيفة
الديار اغتيل في 19 يونيو/حزيران 2005 في بيروت عندما انفجرت سيارة مفخخة بالقرب من سيارته. وكان السبيتي معروفاً بتقاريره النقدية حول الفساد السياسي ومعارضته للنفوذ السوري في لبنان. وكان اغتياله جزءًا من حملة أوسع من العنف تستهدف الصحفيين والشخصيات السياسية التي تدعو إلى التغيير في البلاد.
علي رامز طعمة، أحد الشخصيات اللبنانية البارزة، اغتيل في ظروف غامضة، مع توفر معلومات عامة محدودة حول دوافع أو سياق مقتله. ويُعتقد أن وفاته مرتبطة بحزب الله والتوترات السياسية أو الطائفية المستمرة في لبنان. وتسلط هذه الحادثة الضوء على مناخ العنف وعدم الاستقرار الأوسع الذي أثر على البلاد.

## المواقف الدولية
في مارس 2021، عرضت الولايات المتحدة مكافأة قدرها 10 ملايين دولار مقابل معلومات تؤدي إلى القبض على سليم عياش. وخلال الصراع بين إسرائيل وحزب الله ، قتلت إسرائيل عياش في غارة جوية في 10 نوفمبر 2024. 
يتهم معارضو حزب الله عمليات الوحدة 121 بأنها يد إيران في لبنان.